# مجزرة عائلة أبو ندى
مجزرة عائلة أبو ندى (8 نوفمبر 2023) هي مجزرةٌ ارتكبها سلاح الجوّ الإسرائيلي حينما أغارَ على منازل سكان مشروع بيت لاهيا بسلسلة غارات خلال ساعات نهار يوم الأربعاء الموافق 8 نوفمبر 2023، استهدفت هذه الغارات منازل المواطنين التي تَدَمَّرت بشكل كامل بالإضافة إلى تضرُّر عدد من المنازل المجاورة. هذه المجرزة واحدة من ضمن سلسلة مجازر ارتكبها الاحتلال الإسرائيلي خلال الحرب الفلسطينية الإسرائيلية بعد عملية طوفان الأقصى التي شنتها المقاومة، تسبّبت هذه المجزرة الإسرائيليّة والتي استهدفت منطقة حيوية باستشهاد عدد من سكان المنطقة و19 فرداً من عائلة أبو ندى.

## خلفية الحدث
في ساعاتِ الصباح الأولى من يوم السابع من أكتوبر 2023 أطلقت حركة المقاومة الإسلامية حماس عبر ذراعها العسكري كتائب الشهيد عز الدين القسام عملية طوفان الأقصى وذلك ردًا على الاعتداءات الإسرائيلية وتدنيس الأقصى والاستمرار في الاستيطان، كما أكّد على ذلك محمد الضيف القائد العام للقسّام والذي أعطى إشارة انطلاق العمليّة التي شهدت اقتحامًا من المقاومين لمستوطنات غلاف غزة ونجحوا في قتلِ عدد كبيرٍ من الجنود الإسرائيلين، وأسر عشرات آخرين كما استطاعوا خلال ساعات قطع عشرات الكيلومترات ووصلوا لمستوطنات أبعد من تلك المحيطة والقريبة من قطاع غزة.
استمرَّت الاشتباكات بين الجيش الإسرائيلي وبين المقاومين في عديد من المستوطنات وعلى رأسها مستوطنة سديروت. الرد الإسرائيلي على هذه العمليّة جاء من خلال شنّ سلاح الجو الإسرائيلي عشرات الغارات العشوائيّة على القطاع متسبّبة في مقتل عشرات المدنيين وتدمير البنية التحتية لمدن القطاع، ليصل حد فرض إغلاق شامل وقطع متعمد لكل الخدمات من ماء وكهرباء وغاز، وهو ما هدَّد حياة أكثر من مليونَي فلسطيني يعيشُ داخل القطاع الذي يُعاني أصلًا من تبعات الحصار الخانق عليهم منذ ستة عشر عاماً.

## المجزرة
مع بداية يوم الأربعاء الموافق 8 نوفمبر 2023، قام سلاح الجو الإسرائيلي باستهداف مشروع بيت لاهيا شمالي شرق غزة بحزام ناري وقع على المنازل التي يعيش بها أفراد عائلة أبو ندى. وقع الاستهداف عصر اليوم، وتمكنت سيارات الإسعاف والدفاع المدني من انتشال جثامين 19 مواطناً من عائلة أبو ندى، إضافة إلى عشرات الجرحى وعدد كبير من المفقودين.